# Fargues (Landes)
Fargues is een gemeente in het Franse departement Landes (regio Nouvelle-Aquitaine) en telt 289 inwoners (2004). De plaats maakt deel uit van het arrondissement Mont-de-Marsan.

## Geografie
De oppervlakte van Fargues bedraagt 11,8 km², de bevolkingsdichtheid is 24,5 inwoners per km².
De onderstaande kaart toont de ligging van Fargues (Landes) met de belangrijkste infrastructuur en aangrenzende gemeenten.

## Demografie
Onderstaande figuur toont het verloop van het inwonertal (bron: INSEE-tellingen).